# Saline (Michigan)
Pour les articles homonymes, voir Saline.
La ville américaine de Saline (en anglais : [səˈliːn]) est située dans le comté de Washtenaw, dans l’État du Michigan.

## Jumelages
- Brecon (Pays de Galles) depuis 1966
- Lindenberg im Allgäu (Allemagne) depuis 2003

## Source
- (en) Cet article est partiellement ou en totalité issu de l’article de Wikipédia en anglais intitulé « Saline, Michigan » (voir la liste des auteurs).